# Paul Krische
Paul August Heinrich Krische (né le 1er mai 1878 à Göttingen, mort le 5 novembre 1956 à Berlin) est un chimiste, géographe et libre-penseur allemand.

## Biographie
Paul Krische, fils du philologue August Bernhard Krische, étudie en 1898 les sciences naturelles à l'université de Göttingen et obtient un doctorat en 1903 avec comme directeur de thèse Otto Wallach. Il est pendant deux ans assistant à la recherche au laboratoire de Koszalin. Krische est de 1906 à 1943 bibliothécaire et directeur du bureau littéraire du Deutsches Kalisyndikat (de) à Berlin. Pendant ce temps, il est rédacteur en chef du journal du syndicat et publie de nombreux articles. Après 1947, il reprend ses fonctions lors de la création de la RDA.
Krische publie un guide sur l'étude de la chimie et est l'auteur d'ouvrages sur la chimie agricole, de méthodes de recherche chimique et de fertilisation raisonnée.
Krische épouse en 1904 l'institutrice Maria Reinicke qui lui donne deux fils qui meurent en bas âge. Ils sont tous les deux libres-penseurs, participent au mouvement à Berlin et militent pour la réforme sexuelle (de). En 1919, Paul Krische est président du mouvement temporairement. En 1928, Maria travaille pour l'école du SPD. En 1929, elle participe au journal Die Aufklärung dirigé par Magnus Hirschfeld. Paul et Maria Krische qu'un changement dans le processus de production dans l'esprit du socialisme est impensable sans précédemment une révolution sexuelle. Ils prêchent auprès des freudo-marxistes qui ne sont pas convaincus.
Lorsque les nazis prennent le pouvoir, ils brûlent les livres de Paul et Maria Krische. Ils décident d'une retraite politique.

## Source de la traduction
- (de) Cet article est partiellement ou en totalité issu de l’article de Wikipédia en allemand intitulé « Paul Krische » (voir la liste des auteurs).